# مورگان لاموآسون
مورگان لاموآسون (فرانسوی: Morgan Lamoisson‎؛ زادهٔ ۷ سپتامبر ۱۹۸۸) دوچرخه‌سوار اهل فرانسه است.
از باشگاه‌هایی که در آن رکاب زده‌است می‌توان به تیم دوچرخه‌سواری دیرکت انرژی اشاره کرد.